# Pay Gómez Chariño
Pay Gómez Chariño de Sotomayor, o Pai Gomes Chariño de Soutomaior (1225 circa – 1295), è stato un poeta e nobiluomo galiziano trovatore.

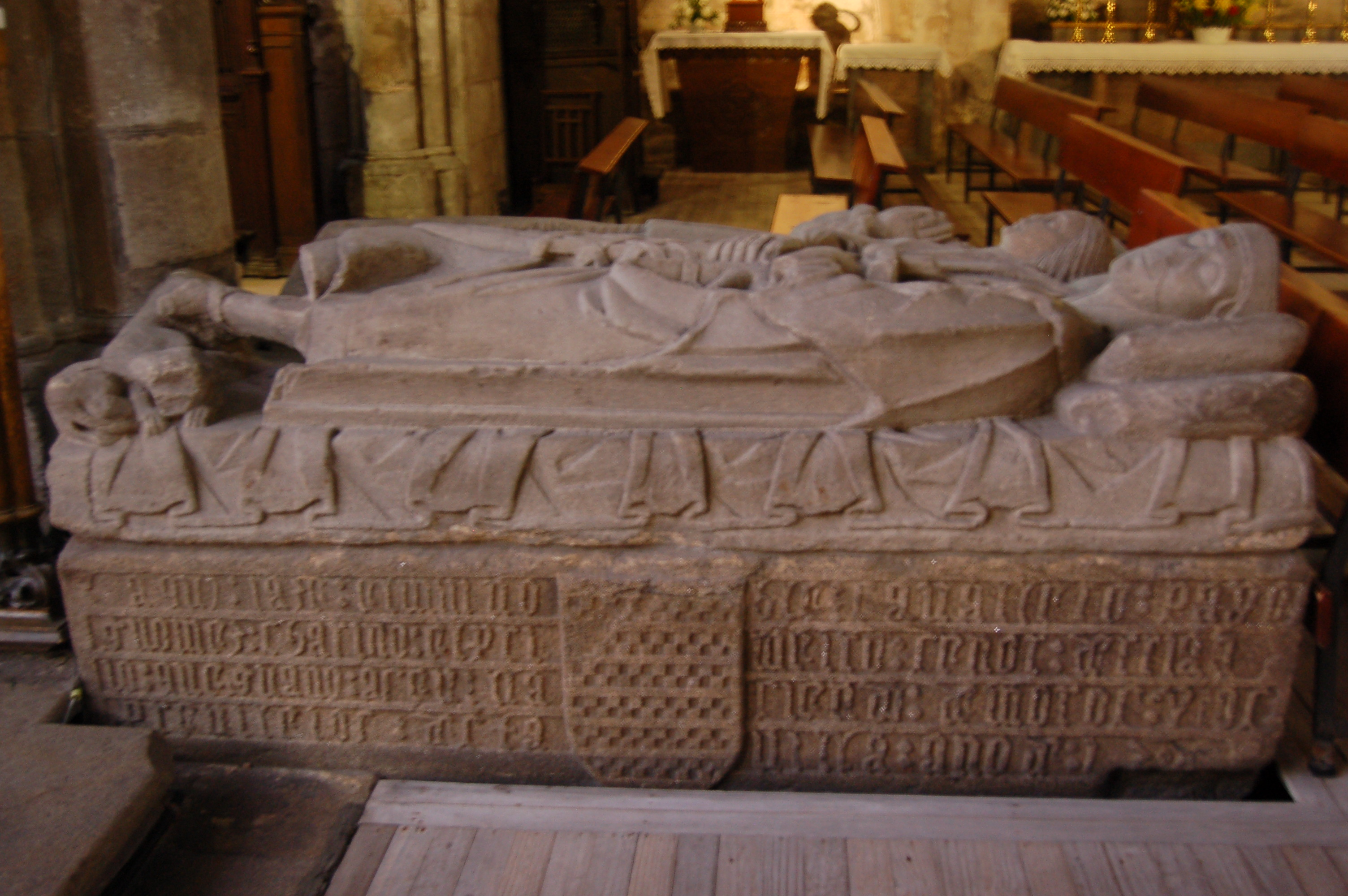
Sarcofago di Paio Gomes Chariño

Primo signore di Rianjo e Adelantado mayor del Regno di Galizia, fu una figura politica della corona di Castiglia e un singolare trovatore in lingua galiziana.
Nel suo sepolcro, a Pontevedra, si legge il nome di Payo Guomez Charino, ma nei suoi testi appaiono diversi nomi, come Pae Gomez Charinho, Paay Gomez Charinho, Pae Gomez o Pay Gomez.

## Figura politica
Nacque probabilmente nel 1225 nella città di Pontevedra da una famiglia della nobiltà della Galizia sud-occidentale. Si sposò con María Xiráldez Maldonado, con la quale ebbe un figlio, Álvar Páez Maldonado. Si trasferì a Rianxo allorché divenne signore di questo paese. Già da giovanissimo, a venticinque anni, brillava per le sue doti militari nel mare. Si distinse a capo della flotta che conquistò la capitale musulmana di Siviglia per il regno di Castiglia risalendo il Guadalquivir (1248). Anni dopo, nel 1284, il re Alfonso X lo nominò Ammiraglio di Castiglia. Nel 1292 svolse l'incarico di adelantado mayor del Regno di Galizia al servizio del monarca Sancho IV. Alla morte di questi, Don Juan de la Cerda pretese la corona dei regni di Siviglia, Galizia e León, lasciando María de Molina come reggente di Castiglia e Toledo. Il principale sostenitore di questa pretesa in Galizia fu Juan Alfonso di Albuquerque che Paio Gómez Chariño arrivò a fare prigioniero. Venne assassinato da suo nipote Rui Pérez Tenorio nel 1295, nei pressi della Ciudad Rodrigo, nell'attuale provincia di Salamanca. Il suo maestoso sepolcro si trova nella chiesa di San Francesco di Pontevedra.

## Poeta
Gli si attribuiscono 28 composizioni tra cantigas de amor e 6 cantigas de amigo. Ci resta della sua opera solo una cantiga de escarnio. Nelle sue poesie amorose introduce la tematica marinara. È un esponente della perfezione tecnica ed estetica a cui pervenne il canzoniere galiziano nel XIII secolo.
Riportiamo qui la seconda stanza della Cantigas de escarnho e maldizer
(De quantas cousas eno mundo son, XIII secolo . Paio Gómez Chariño)